# Praia ussuriensis
Praia ussuriensis är en stekelart som beskrevs av René Malaise 1939. Praia ussuriensis ingår i släktet Praia, och familjen klubbhornsteklar. Arten har ej påträffats i Sverige.